# Бхаґіратхі
Бхаґіратхі (гінді भागीरथी, Bhāgīrathī) — гірська гімалайська річка в індійському штаті Уттаракханд, головний виток річки Ганг, найважливішої річки Індії та священної річки індуїзму. Витік Бхаґіратхі розташований на ділянці Ґаумукх унизу льодовика Ґанґотрі біля селища Ґанґотрі в регіоні Ґархвал. З джерела, річка протікає відстань близько 700 км до злиття з Алакнандою біля міста Девпраяґ. Нижче за цю відмітку річка отримує назву Ганг (або Ґанґа). Біля впадіння до Бхаґіратхі її притоки Бхіланґни знаходить гребля Техрі. Річка названа на ім'я персонажа індуїстською міфології Бгаґіратхи.

## Каскад ГЕС
На річці розташовано ГЕС Манері-Бхалі I,  ГЕС Манері-Бхалі II, ГЕС Техрі.

## Галерея

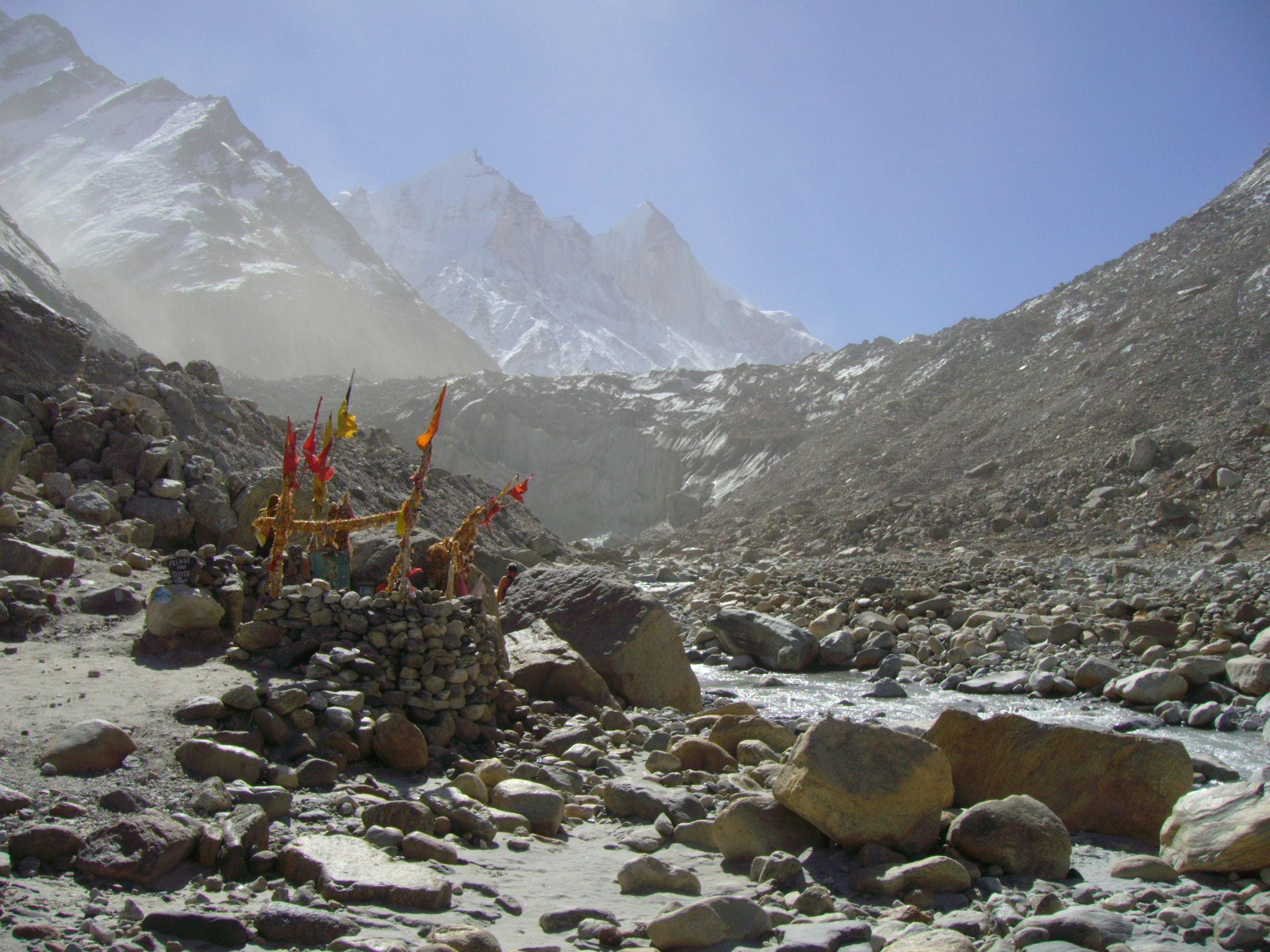
Ґаумукх, витік Бхаґіратхі.
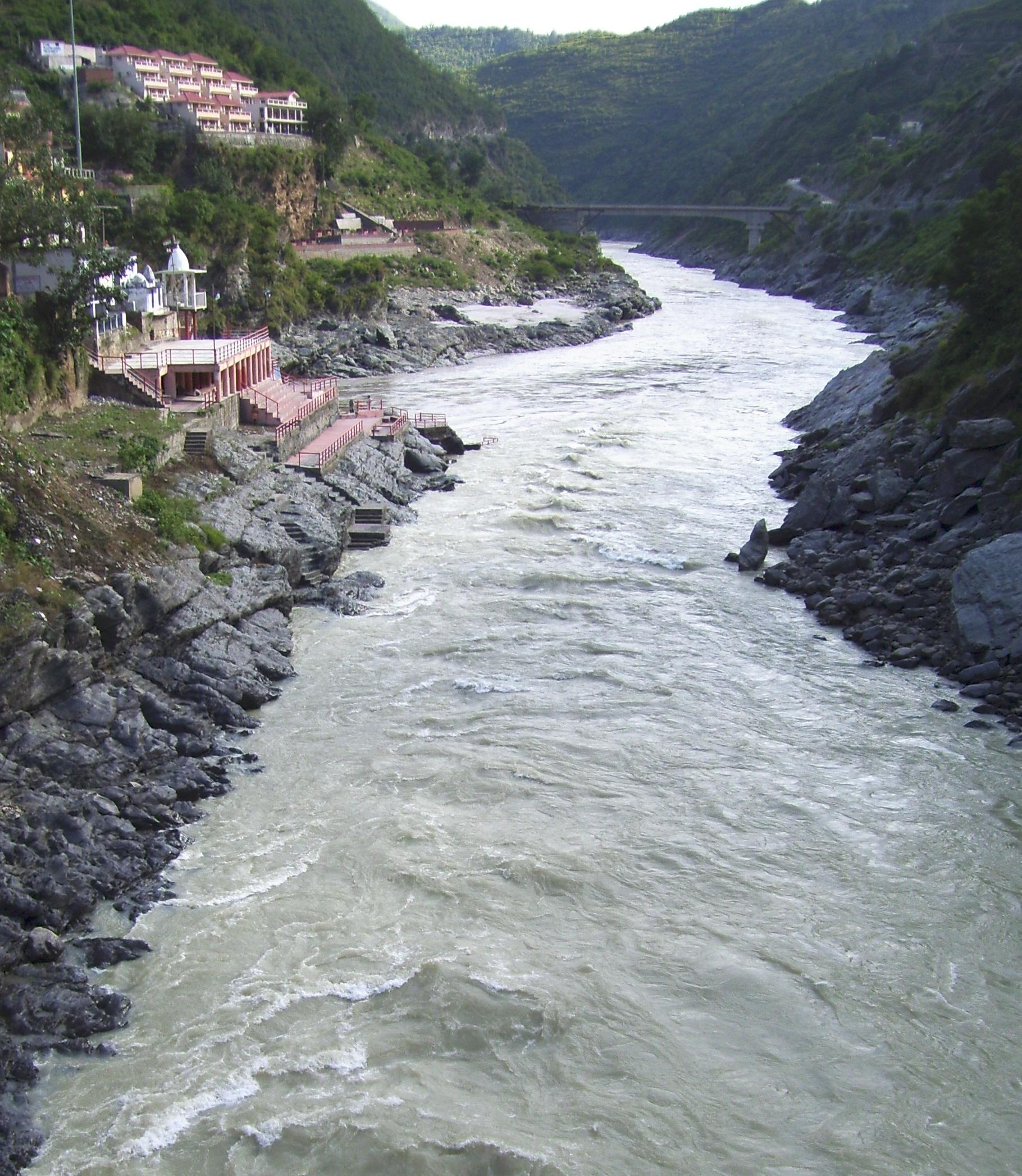
Бхаґіратхі (спереду) перед злиттям з Алакнандою (ліворуч) та утворення Гангу (позаду) біля Девпраяґа (ліворуч)
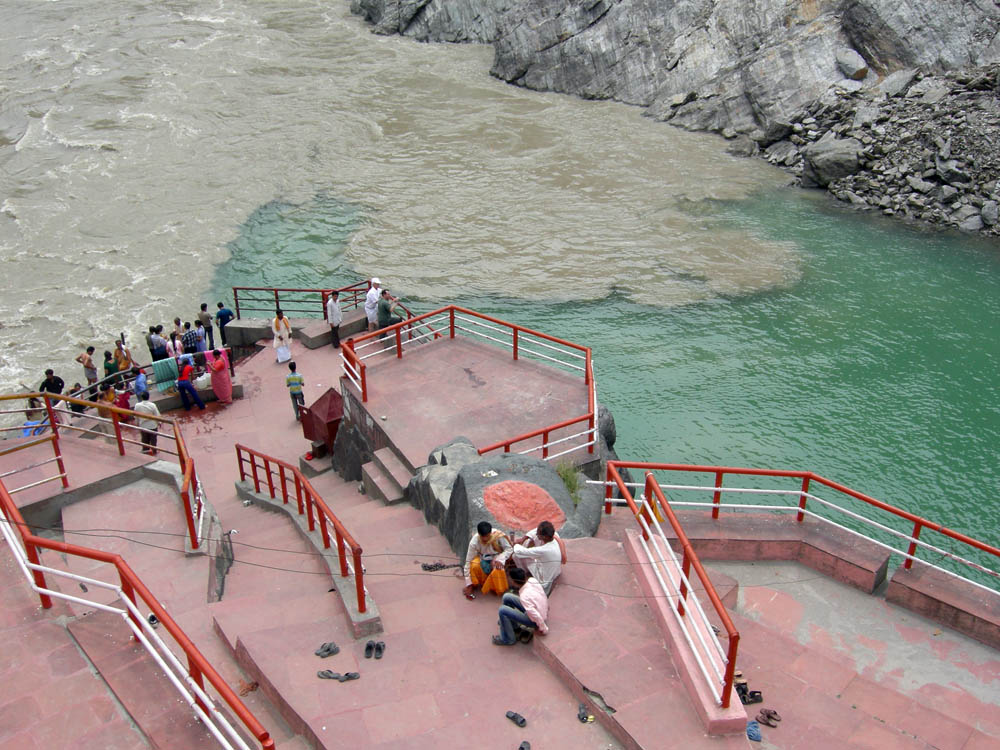
Злиття прозорих вод Бхаґіратхі (праворуч) і багатих на осади вод Алакнанди

| Індія | Це незавершена стаття з географії Індії. Ви можете допомогти проєкту, виправивши або дописавши її. |